# Пекарський Федір Ілліч
Федір Ілліч Пекарський (1893, Городло на Холмщині — після 1945) — український педагог.

## Життєпис
Закінчив історико-філологічний факультет Київського університету.
Заснував та був ліценціятом української гімназії в Рівному в 1923—1939 роках. До 1930 року також був її директором; звільнений з посади польською владою. У 1940—1944 роках працював учителем української гімназії у Холмі. Після другої світової війни — учитель середніх шкіл в Одесі.